# Virág Iván
Virág Iván (Budapest, 1953. július 9. –) magyar nemzeti labdarúgó-játékvezető, sportvezető, sportújságíró. Polgári foglalkozása műanyag feldolgozó.

## Pályafutása

### Labdarúgóként
A labdarúgással egészen fiatalon ismerkedett meg, a serdülő, az ifjúsági és a fiatal felnőtt sportolói időszakát a Budapesti Építőknél töltötte. A közel 11 éves labdarúgó pályafutását a Typográfia egyesületnél fejezte be.

### Labdarúgó-játékvezetőként

#### Nemzeti játékvezetés
Sorkatonai szolgálatának idején a Nemzeti Sportban megjelent hirdetést olvasva jelentkezett tanfolyamra. A játékvezetői vizsgát 1976-ban Budapesten, a VII. kerületi Labdarúgó-szövetség Játékvezető Bizottságánál szerezte meg. Játékvezetői pályaválasztásához nagy mértékben hozzájárult Müncz György, aki – még a tanfolyam idején – a legjobb  hallgatók közül kiválasztotta, hogy partbíróként segítse a Ganz Villany–Vasas felkészülési mérkőzésen. 1977-ben került a Budapesti Labdarúgó-szövetség Játékvezető Bizottságának keretébe, 1978-ban megyei I. osztályú, rá egy évre az NB. III-as (Duna-csoport) labdarúgó bajnokságának játékvezetője. Az első NB. III-as találkozója a Soroksári VOSE–ESMTK összecsapás volt. Pályafutásának emlékezetes időszak, amikor a Magyar Televízióban, Novotny Zoltán által rendezett Pályán maradni gyermek tehetségkutató labdarúgó-mérkőzéseken, közel hatvan alkalommal éles adásban közreműködhetett játékvezetőként, illetve partbíróként. Az aktív labdarúgó-játékvezetéstől 1987-ben, a női labdarúgáshoz pártolva búcsúzott el. Közel ezer mérkőzésen működött közre bíróként vagy partbíróként.

##### Nemzeti kupamérkőzések
Partbírói mérkőzéseinek száma döntőben: 1.

##### Szabad Föld Kupa
Az MLSZ JB szakmai munkáját elismerve 1982-ben felkérte a Hernádi Március 15. TSz.–MHD Balatonfüred (1:1) döntőt irányító Szentkúti Gyula bíró második számú partbírói feladat ellátására.

## Sportvezetőként
1984-től a kibontakozó női labdarúgás egyik pártfogójaként a László Kórház egyesületnél a serdülő, az ifjúsági csapatok edzőjeként, a felnőtt csapat pályaedzőjeként tevékenykedett. 1988-tól a Femina felnőtt csapatánál lett pályaedző. 1996-ban szakmai vezetése mellett megalakult a Hungária-Viktória SC női labdarúgó egyesület. Irányítása mellett NB II-es bajnokok, futsal NB I-es bajnokok lettek. Jelenleg, vállalkozóként a kispályás labdarúgás tömegsport szervezője.